# Whittlebury
Whittlebury est un village situé dans le sud du comté de Northamptonshire, près de la frontière avec le comté de Buckinghamshire, et compte 586 habitants.
Peu de choses sont connues quant au passé préhistorique de Whittlebury. En mai 2000, un fort datant de l'âge du fer fut découvert près de l'église St Mary et de sa cour[pas clair]. Les fouilles archéologiques ont également révélé la présence de Romains, Anglo-saxons, ainsi que l'occupation à l'époque médiévale selon des documents conservés.
Du Moyen Âge au début du XIXe siècle, Whittlebury a vu son développement lié à la forêt éponyme. 
De  nos jours, Wittlebury possède un hôtel, ainsi qu'un golf et un camping resort, Whittlebury Park, dont l'activité est liée à celle du circuit voisin de Silverstone.